# МКС-61
МКС-61 — шістдесят перший довготривалий екіпаж Міжнародної космічної станції. Його робота розпочалася 3 жовтня 2019 з моменту відстиковки від станції корабля Союз МС-12 та закінчилась 6 лютого 2020 з моменту відстиковки від МКС корабля Союз МС-13.

## Екіпаж
До складу експедиції увійшли: троє членів екіпажу корабля Союз МС-13, які прибули на станцію 20 липня 2019 та брали участь у роботі 60-ї експедиції; двоє космонавтів екіпажу Союз МС-15, які прибули на МКС 25 вересня 2019, а також Крістіна Кох, яка прибула до станції 15 березня 2019 на кораблі Союз МС-12 та брала участь у роботі експедицій 59 та 60-ї експедицій.
| Посада        | 3 жовтня 2019 — лютий 2020 | № польоту | Корабль доставки |
| ------------- | -------------------------- | --------- | ---------------- |
| Командир      | Лука Пармітано             | 2         | Союз МС-13       |
| Бортінженер-1 | Олександр Скворцов         | 3         | Союз МС-13       |
| Бортінженер-2 | Ендрю Морган               | 1         | Союз МС-13       |
| Бортінженер-3 | Крістіна Кох               | 1         | Союз МС-12       |
| Бортінженер-4 | Олег Скрипочка             | 3         | Союз МС-15       |
| Бортінженер-5 | Джессіка Меїр              | 1         | Союз МС-15       |

## Етапи місії

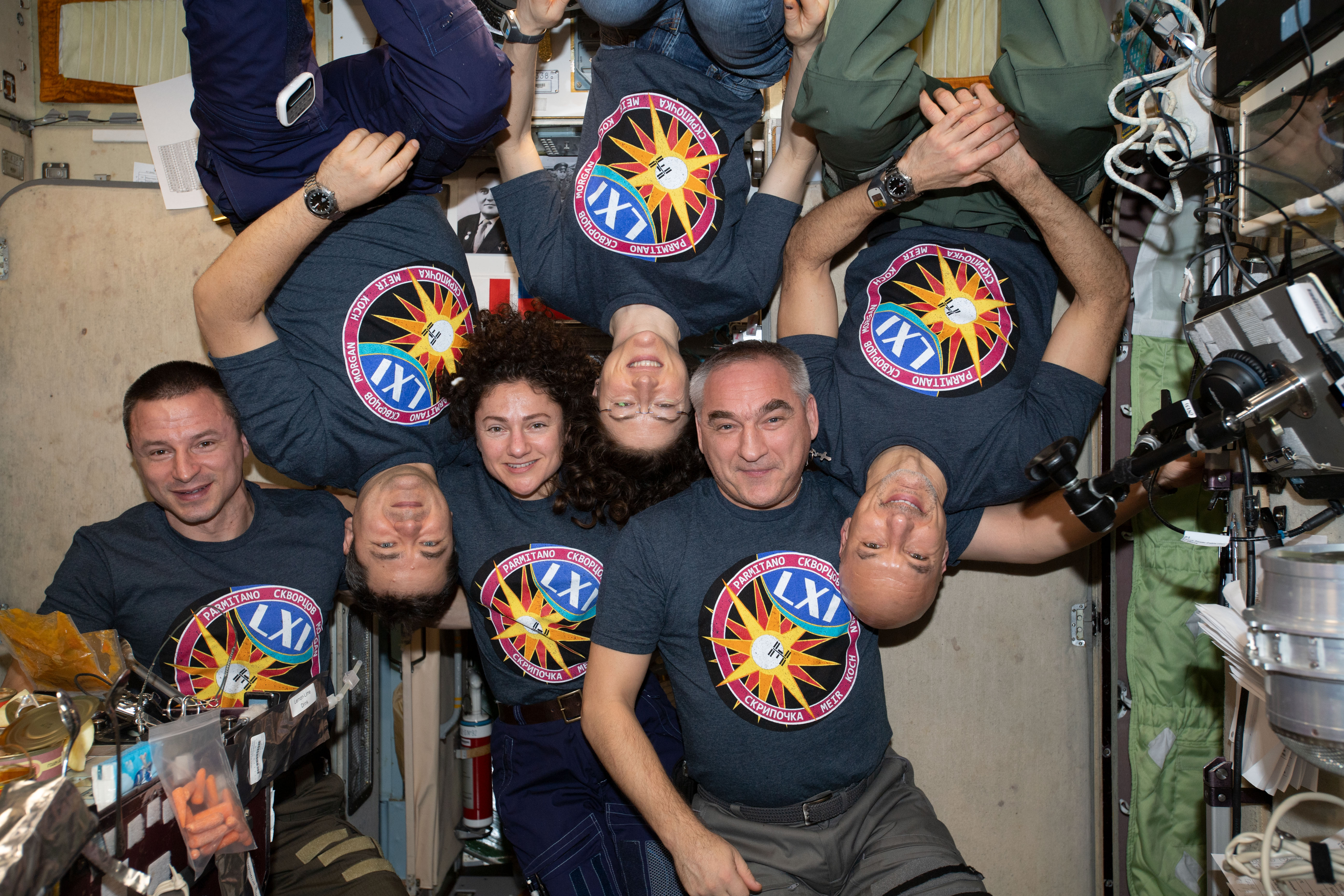
Команда експедиції у повному складі, 8.11.2019

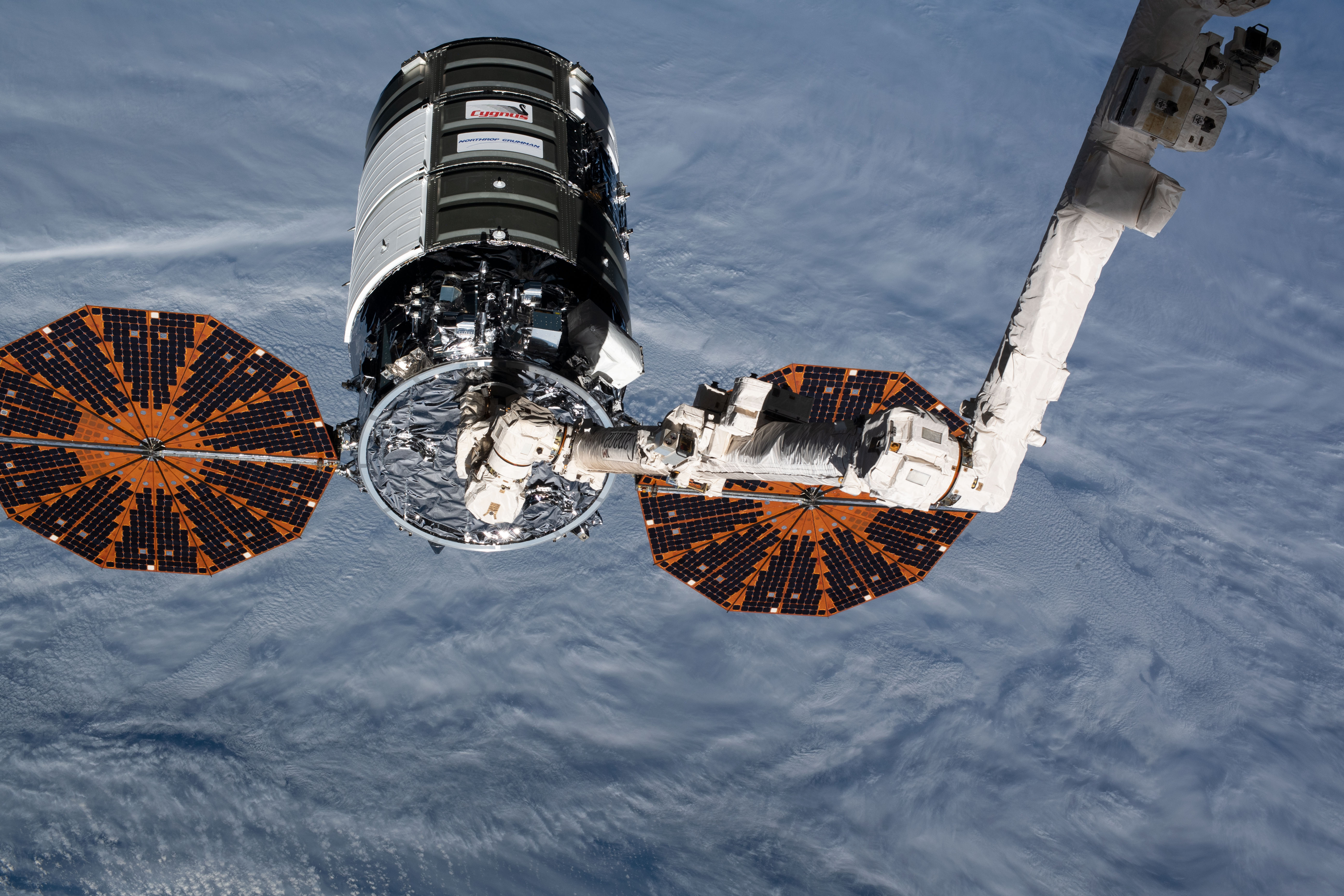
Захоплення вантажного корабля Cygnus NG-12 за допомогою крану Канадарм2. 4.11.2019

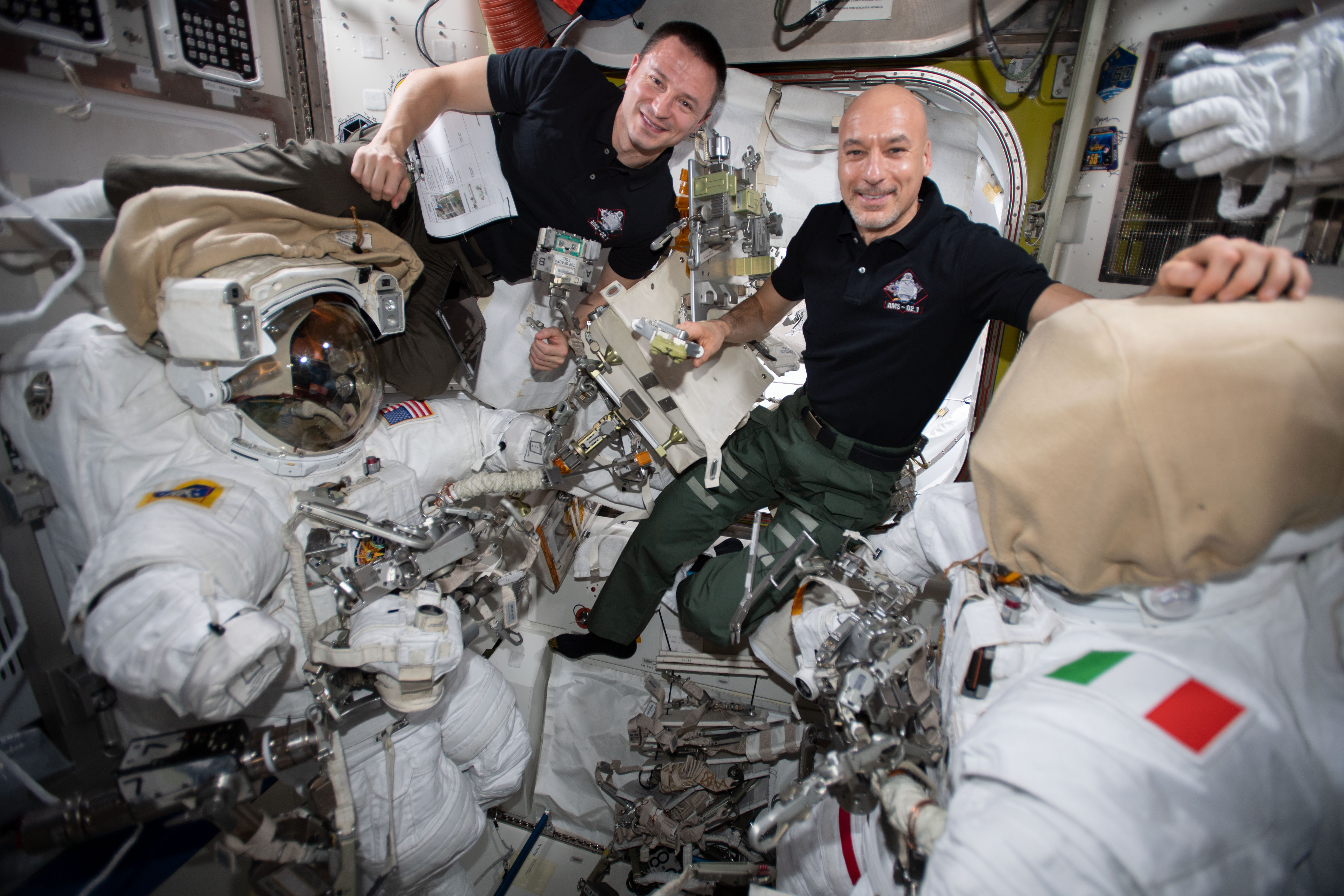
Ендрю Морган і Лука Памітано перевіряють обладнання для виходу у відкритий космос. 10.11.2019

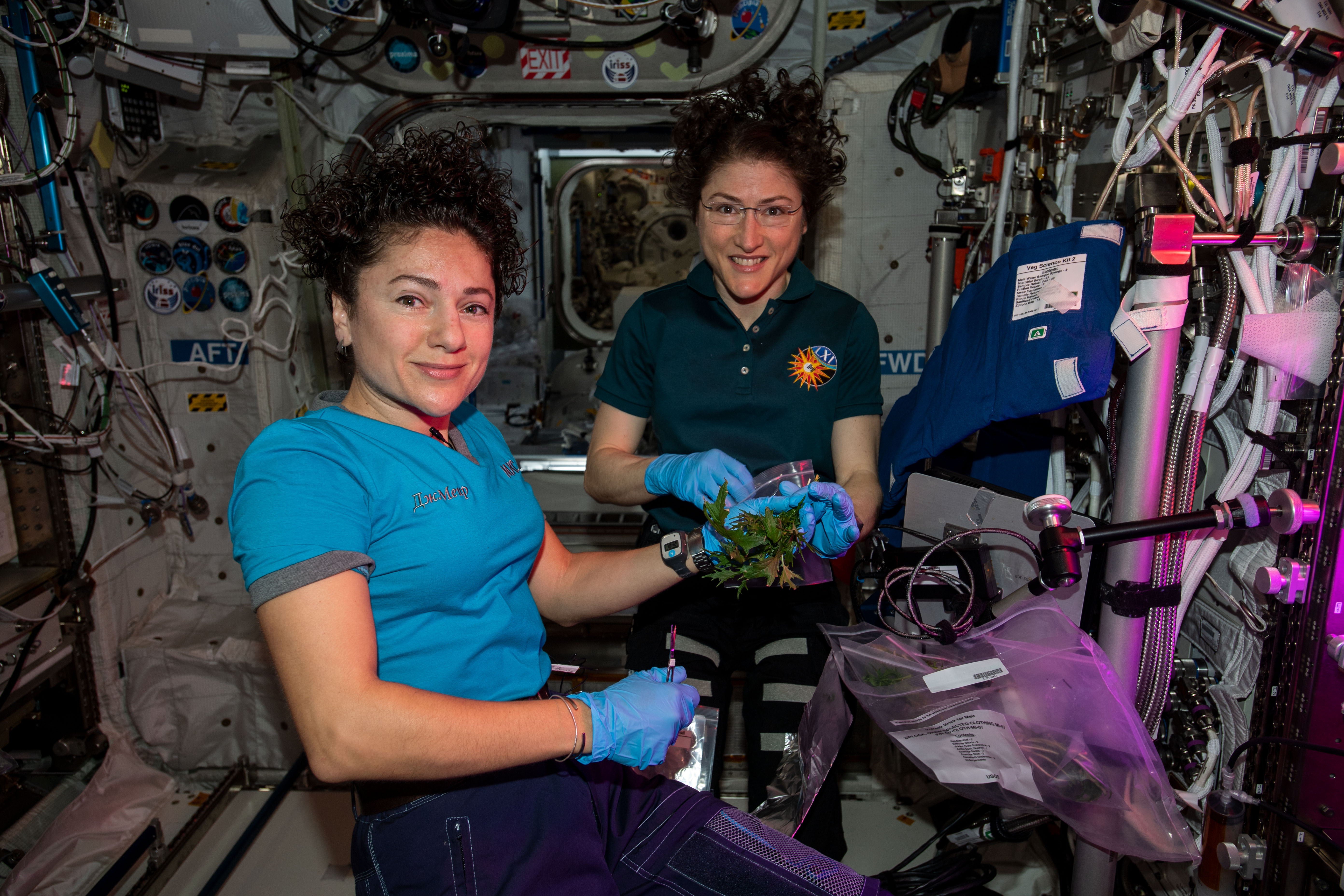
Джесіка Меір і Крістіна Кох в модулі «Колумбус», 13.11.2019

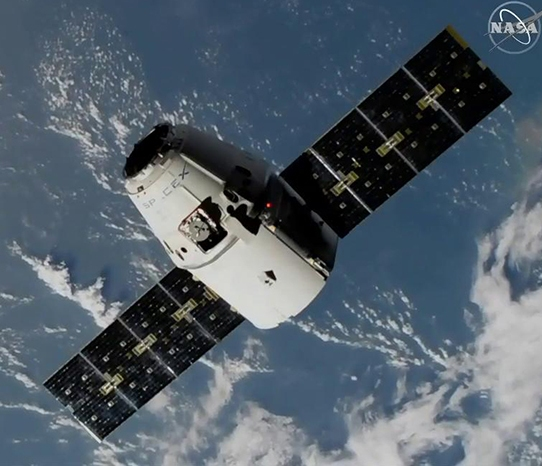
Вантажний корабель SpaceX CRS-19 під час зближення із станцією. 8.12.2019

3 жовтня о 07:37 (UTC) корабель Союз МС-12 із трьома космонавтами на борту (Олексій Овчинін, Нік Хейг та Хазза аль-Мансурі) відстикувався від станції. З цього моменту розпочалася робота 60-ї експедиції у складі шести космонавтів.
6 жовтня космонавти Крістіна Кох та Ендрю Морган здійснили вихід у відкритий космос, що тривав 7 год. 1 хв. Вони розпочали роботи із заміни старих акумуляторних батарей на нові, літій-іонні. Батареї було доставлено до МКС вантажним кораблем H-II Transfer Vehicle місії HTV-8.
11 жовтня Крістіна Кох та Ендрю Морган здійснили вихід у відкритий космос тривалістю 6 год. 45 хв., під час якого продовжено роботи щодо заміни акумуляторних батарей.
18 жовтня Крістіна Кох та Джессіка Меїр під час виходу у відкритий космос протягом 7 год. 17 хв. продовжили роботи щодо заміни акумуляторних батарей. Це був перший випадок в історії космонавтики, коли вихід у відкритий космос здійснили одночасно двоє жінок-астронавток.
1 листопада вантажний корабель H-II Transfer Vehicle місії HTV-8 було від'єднано від станції за допомогою крану Канадарм2.
4 листопада до станції пристикувався вантажний корабель Cygnus місії NG-12, запущений 2 листопада. Спочатку його було захоплено краном Канадарм2, після чого приєднано до стикувального модулю Юніті. Корабель доставив до станції 3700 кг вантажу — матеріали для наукових досліджень, обладнання і деталі станції, продукти харчування і речі для екіпажу, а також наносупутники.
8 листопада — здійснено планову корекцію орбіти МКС. Для цього на 406 секунд було включено двигуни корабля Прогрес МС-12, пристикованого до станції. Метою корекції було формування балістичних умов для майбутньої посадки корабля «Союз МС-13».
15 листопада — Лука Пармітано та Ендрю Морган здійснили вихід у відкритий космос, під час якого розпочато ремонт магнітного альфа-спектрометру (AMS-02), який доставлено на станцію в 2011 році.
22 листопада — Лука Пармітано та Ендрю Морган здійснили другий вихід у відкритий космос для ремонту магнітного альфа-спектрометру. Роботи тривали 6 год. 33 хв.
2 грудня Лука Пармітано та Ендрю Морган у ході третього виходу у відкритий космос завершили ремонт системи охолодження магнітного альфа-спектрометру. Роботи тривали 6 год. 02 хв.
8 грудня — стикування з МКС вантажного корабля SpaceX CRS-19, запущеного 4 грудня. Спочатку о 10:05 (UTC) корабель було захоплено за допомогою крана-маніпулятора Канадарм2 під управлінням Люки Пармітано та Ендрю Моргана. О 12:47 (UTC) корабель було пристиковано до надирного СВ модуля Гармоні. Він доставив до МКС 2617 кг вантажу.
9 грудня — о 15:35 (UTC) стикування з МКС вантажного корабля Прогрес МС-13, запущеного 6 грудня. Корабель доставив до станції близько 700 кг палива та газів, а також 1350 кг різноманітного обладнання
26 грудня космонавти НАСА Ендрю Морган та Крістіна Кох відкрили надувний житловий модуль BEAM та взяли зразки проб повітря і внутрішньої поверхні модуля для дослідження мікробного складу.
27 грудня — здійснено планову корекцію орбіти МКС. Для цього двічі було включено двигуни корабля Прогрес МС-13, пристикованого до станції на 576 і 494 секунди.
7 січня — SpaceX CRS-19, що був пристикований до станції близько місяця, о 10:05 (UTC) від'єднався та невдвзі вдало приземлився в Тихому океані. Корабель доставив на Землю близько 1600 кг вантажу, серед якого головним чином результати наукових експериментів.
15 січня — Джессіка Меїр та Крістіна Кох здійснили вихід у відкритий космос, який тривав 7 год. 29 хв. Під час робіт вони замінили старі акумуляторні батареї на нові, літій-іонні.
20 січня — Джессіка Меїр та Крістіна Кох здійснили черговий вихід у відкритий космос, під час якого завершили заміну старих акумуляторних батарей на нові. Роботи тривали 6 год. 58 хв.
23 січня — здійснено планову корекцію орбіти МКС. Для цього двічі було включено двигуни корабля Прогрес МС-13, пристикованого до станції — на 563 сек. та 282 сек. відповідно.
25 січня — Ендрю Морган та Люка Пармітано здійснили вихід у відкритий космос тривалістю 6 год 16 хв., у ході якого було завершено ремонт охолоджувальної системи магнітного альфа-спектрометру (AMS-02).
31 січня — від станції за допомогою крану Канадарм2 відстиковано вантажний корабель Cygnus місії NG-12, який був на МКС з 4 листопада 2019. Корабель запустить декілька мікросупутників та згодом згорить у верхніх шарах атмосфери.
6 лютого о 05:50:28 (UTC) від станції від'єднався корабель Союз МС-13 із трьома космонавтами на борту (Олександр Скворцов, Крістіна Кох та Лука Пармітано), який за декілька годин успішно приземлився в Казахстані. На цьому завершилась робота 61-ї експедиції МКС, троє космонавтів продовжили працювати у складі 62-ї експедиції.

## Цікаві факти
17 листопада Крістіна Кох зробила перше підтверджене редагування Вікіпедії з космосу